# Val Dodds
Pour les articles homonymes, voir Val, Valerie, Dodds et Midwest.
Val Dodds, née Valerie Midwest le 14 février 1994 à Lincoln au Nebraska, est une actrice pornographique américaine.

## Biographie
Val Dodds ne tourne que des scènes lesbiennes ou des scènes en solo.

## Filmographie partielle
Le nom du film est suivi du nom de ses partenaires lors des scènes pornographiques.
- 2015 : Lesbian Cheerleaders avec Chanell Heart
- 2015 : Lesbian Librarians avec Kimberly Kane
- 2015 : Lesbian Swingers avec Cameron Dee
- 2015 : My Mom Likes Girls 5 avec Ryan Conner
- 2016 : Cheer Squad Sleepovers 17 avec Megan Sage
- 2016 : Girl Fiction avec Alexa Nova et Alexis Fawx
- 2016 : My First Lesbian Taste avec Jay Taylor
- 2016 : Sapphic Romance avec Jillian Janson
- 2017 : College Anal 101 avec Nickey Huntsman
- 2017 : Lesbian Performers of the Year 2017 avec Jayden Cole
- 2017 : Taking Turns avec Blake Eden et Scarlet Red
- 2017 : Women Seeking Women 145 avec Olivia Nova
- 2018 : Alpha Female avec Brooke Haze
- 2018 : Lesbian Performers of the Year 2018 avec Serena Blair
- 2018 : Lesbian Seductions: Older/Younger 63 avec Danni Rivers
- 2018 : No Man's Land: 3 Way Lesbians avec A.J. Applegate et Avi Love